# Derambila sangirica
Derambila sangirica là một loài bướm đêm trong họ Geometridae.